# Сульфат никеля(II)-аммония
Сульфат никеля(II)-аммония — неорганическое соединение,
двойная соль никеля, аммония и серной кислоты
с формулой (NH4)2Ni(SO4)2,

растворяется в воде,
образует кристаллогидраты — сине-зелёные кристаллы.

## Получение
- Выпаривание стехиометрических количеств растворов сульфатов никеля и аммония:

{\displaystyle {\mathsf {NiSO_{4}+(NH_{4})_{2}SO_{4}+6H_{2}O\ {\xrightarrow {}}\ (NH_{4})_{2}Ni(SO_{4})_{2}\cdot 6H_{2}O}}}

## Физические свойства
Сульфат никеля(II)-аммония образует кристаллы.
Растворяется в воде.
Образует кристаллогидрат состава (NH4)2Ni(SO4)2•6H2O — сине-зелёные кристаллы
моноклинной сингонии,
пространственная группа P 21/c,
параметры ячейки a = 0,9241 нм, b = 1,2554 нм, c = 0,6243 нм, β = 106,97°, Z = 2
.

## Химические свойства
- Кристаллогидрат теряет воду при 96°С.